# Frederico Carlos Hoehne
Frederico Carlos Hoehne (Juiz de Fora, 1882. február 1. – São Paulo, 1959. március 16.) brazil botanikus. Botanikai szakmunkákban nevének rövidítése: „Hoehne”. 1907-ben lett a Rio de Janeiró-i Nemzeti Múzeum főkertésze, kutatásait itt kezdte. Az ő nevét viseli a Hoehnephytum napraforgófaj és a Hoehneella orchideafaj.